# Bahnhof Kampala

Der Bahnhof Kampala ist der Hauptbahnhof der Hauptstadt Kampala in Uganda.

## Geschichte
Der Hauptbahnhof, der ursprünglich mit Inbetriebnahme der Uganda-Bahn in den 1920er Jahren in Betrieb genommen wurde, war aufgrund von Verschleiß und nicht durchgeführten Investitionen, genauso wie der Bahnstrecke, in die Jahre gekommen. Jedoch beschloss die Regierung Investitionen in Strecke und Bahnhöfe, sodass der Bahnhof am 11. November 2024 wieder in Betrieb genommen werden konnte.

## Betrieb
Heute verkehrt ein Commuter Train nach Mukono.
Der Bahnhof sowie der Bahnverkehr wird durch die Uganda Railway Cooperation (URC) durchgeführt.
Der Bahnhof liegt zwar an der Uganda-Bahn, die, von Mombasa kommend, über Nairobi und weiter nach Kampala verläuft, aufgrund von fehlender Streckeninfrastruktur findet jedoch derzeit kein Fernverkehr bis nach Kenia statt, an einer kompletten Wiederinbetriebnahme sind jedoch die Regierungen von Uganda und Kenia interessiert, zwischen Nairobi und Mombasa ist die Bahnlinie bereits wieder im Personenverkehr in Betrieb.
Derzeit verkehren zwei Züge pro Tag und Richtung zwischen Kampala und Mukono.

## Umgebung
Der Bahnhof befindet sich im Stadtteil Kapalagala im Zentrum von Kampala.
In naher Umgebung befindet sich ebenfalls das Fernbusterminal, der Flughafen Entebbe ist jedoch weiter entfernt.

## Ausstattung
Der Bahnhof ist modernen Verhaltensweisen angepasst, verfügt über Fahrkarten- und Informationsschalter, Gepäckaufbewahrung, Geschäfte, Schnellrestaurants und Cafés sowie digitale Monitore.
Er ist barrierefrei und verfügt über Aufzüge, Bodenleitsystem und Blindenschrift sowie akustische Ansagen.